# Mistrató
Mistrató est une municipalité située dans le département de Risaralda en Colombie.